# سوق عكاظ
سوق عُكاظ أحد أسواق شبه الجزيرة العربية الثلاثة الكبرى في الجاهلية بالإضافة إلى سوق مجنة وسوق ذي المجاز، تعود بدايته إلى 501 للميلاد، وكانت العرب تأتيه لمدة 20 يوما من أول ذي القعدة يبيعون فيه البضائع ويلقون القصائد إلى يوم 20 من الشهر، ثم تسير إلى سوق مجنة فتقضي فيه الأيام العشر الاواخر من شهر ذي القعدة ثم تسير إلى سوق ذي المجاز فتقضي فيه الأيام الثمانية الأولى من شهر ذي الحجة ثم تسير إلى حجها، وسكان سوق عكاظ الأوائل هم قبيلة عدوان وقبيلة هوازن من قيس عيلان من فرع مضر من العرب العدنانية. و يعتبر سوق عكاظ قبل الإسلام بمثابة معرض و مجمع أدبي لغوي ثقافي عربي رسمي، له محكّمون تضرب عليهم القباب، فيعرض شعراء كل قبيلة عربية عليهم شعرهم وأدبهم فما ينطق المحكمون بحكم حتى يتناقل أولئك الرواة القصيدة الفائزة فتسير في أغوار شبه الجزيرة العربية وأنجادها، وتلهج بها الألسن في الحواضر و البوادي العربية و يحمل إلى هذا السوق سنويا أهل نجد و الحجاز و تهامة و نجران و هجر من مختلف القبائل العربية و هي بالتالي تعتبر السوق التجارية الكبرى لشبه جزيرة العرب
 وبعد توقف دام 1300 سنة أعادت المملكة العربية السعودية إحياء سوق عكاظ التاريخي وتحديدًا في عهد الملك عبدالله بن عبدالعزيز آل سعود عام 1428هـ، ليكون معلمًا سياحيًا من معالم المملكة، في ذات المكان الذي يقع فيه سوق عكاظ التاريخي، ويقصده العديد من السائحين من شتى أنحاء العالم، إضافة إلى كونه ملتقى تاريخي يجمع الفنانيين والأدباء والشعراء وكافة المهتمين بتاريخ العرب القديم، ويقدم السوق قيمة معرفية من خلال الندوات الثقافية والأمسيات الشعرية والأدبية، إضافة لتنظيم عدد من المسابقات والفعاليات الأدبية على مستوى العالم العربي وتشمل الشعر الفصيح والعامي، والقصة القصيرة، والرسم، والأعمال الحرفية، والرسم، والتصوير الفوتوغرافي، كما أعاد السوق إحياء ديوان العرب من عيون الشعر ومعلقاته وذلك بمحاكاة لشعراء المعلقات المخضرمين.وتشرف وزارة السياحة على سوق عكاظ بعد أن أشرفت عليه إمارة مكة المكرمة على مدار عشر سنوات.

## التسمية
وسُمّي بعكاظ لاجتماع العرب فيه كل سنة، فيعكظ بعضهم بعضًا بالمفاخرة والتناشد: أي يُدعك ويُعرك، وفلان يعكظ خصمه بالخصومة أي يمعكه، وقال الليث بن المظفر الكناني: «سميت عكاظا لأن العرب كانت تجتمع فيها فيعكظ بعضهم بعضا بالمفاخرة، وكل معاني الكلمة صالحة لتعليل التسمية، فالحبس والعرك والعراك والقهر والمفاخرة والدَّعك والدَّلك والمجادلة والمطل والاجتماع والازدحام والتمنع جميعها من أغراض عكاظ ووقائعه.

## المكان

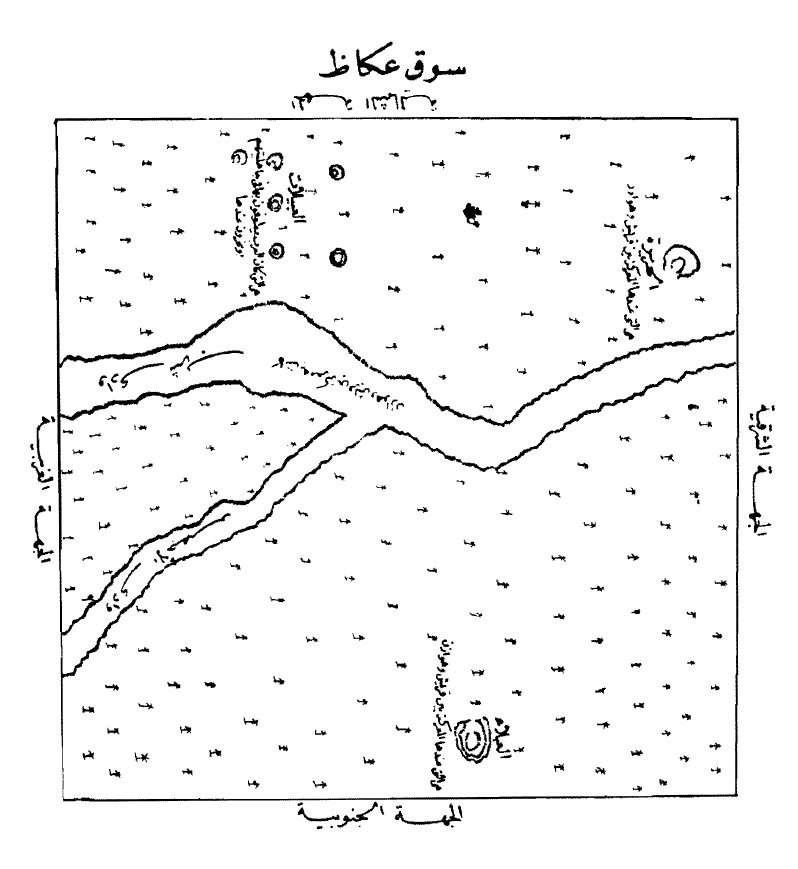
موقع سوق عكاظ

يقع سوق عكاظ على بعد أربعين كيلو متراً إلى الشمال من الطائف، وعلى يمين المتجه إلى الرياض، وغالب أقوال القدماء تقول أن موضع عكاظ كان بأعلى نجد في أرض هي من ديار قيس بن عيلان بن مضر بين وادي نخلة وحاضرة الطائف وراء قرن المنازل،  بنحو أربعة وعشرين ميلًا أي مسيرة ليلة واحدة على طريق المسافر من مكة إلى اليمن، وأنه من أعمال الطائف على بعد عشرة أميال إلى اثني عشر ميلًا منه. وقيل بل إن بينه وبين الطائف ليلة واحدة أي على بعد نحو أربعة وعشرين ميلًا، وأن بينه وبين مكة ثلاث ليالي، وأن السوق كانت تُقام بمكان منه تُسمى الأثيداء.

## زمانه ومدته
يكاد يجمع من كتب في (سوق عكاظ) أنه يبدأ في أول شهر ذي القعدة إلى العشرين منه.
وذكر ابن عساكر عن حكيم بن حزام قوله: وكنت أحضر الأسواق، وكانت لنا ثلاثة أسواق: سوق بعكاظ يقوم صبح هلال ذي القعدة، فيقوم عشرين يوماً. و أكثر من يرتاد سوق عكاظ من قبائل العرب: قريش وهوازن وغطفان وخزاعة والأحابيش، وهم حلفاء قريش من بني المصطلق وبني خزيمة إضافة إلى قبائل أخرى

## دوره ومكانته
جمع سوق عكاظ قديمًا وجهاء العرب وقادتهم فكانوا يجتمعون فيه شهرًا من كل سنة، يتفاخرون فيما بينهم ويرددون الشعر، ومثل السوق آنذاك دورًا اجتماعيًا وسياسيًا للقبائل وأعيان العرب، وكان السوق منبرهم الإعلامي الذي تعقد فيه وثائق وتنقض آخرى، إضافة إلى كونه مضمارًا للفروسية والمبارزة يتباهى فيه فرسان العرب فيما بينهم، ومنتدى تطلق فيه الألقاب على الشعراء والفرسان والقبائل، كما كان سوقًا تجاريًا لتبادل البضائع وانواع التجارة ومكانًا يقصده التجار القادمين من بلاد فارس والشام واليمن وغيرها. كما كان مرجعاً لقضايا العرب ومناط لآمالهم وآلامهم مثل ما حصل لوفود هند بنت عتبة على عكاظ بعد معركة بدر منافسةً للخنساء في التعريف بعظم مصيبتها.

## حكماء وأمراء وقضاة عكاظ
- عامر بن الظرب العدواني وهو من حنفاء العرب وأئمتهم الذين تحاكم إليهم الناس، وصارت أحكامهم قانوناً يحتكمون إليه، وأحد حكماء الحجاز وأشرافهم، له أحكام فقهية أقرها الإسلام.[21]

- ربيعة بن مغاشن
- زرارة بـن عدس
- ضمرة التميمي
- أكثم بن صيفي التميمي
- صيفي بن رباح التميمي
- الأقرع بن حابس بن عقال التميمي وهو أخر من حكم في عكاظ فجاء الأسلام وهو يحكم وقد أسلم الأقرع وهو صحابي جليل وكان من المؤلفة قلوبهم.[22]

## الشعار الديني
كان في موقع سوق عكاظ صنم «جهار» لهوازن، وكان سدنته آل عوف النصريون، وكانت معهم [ محارب ] فيه، وكان في سفح جبل (أطحل)، وكانت هناك أيضاً صخور يطوفون بها ويحجون إليها، وبها دماء البدن كالأرحاء العظام.
والعرب تهل له كما تهل للحج، ولهم تلبية خاصة حين ينسكون «لجهار»، وهي (لبيك اللهم لبيك، اجعل ذنوبنا جبار، واهدنا لأوضح المنار، ومتعنا وملّنا بجهار). ويعتبر عكاظ موسماً من مواسم الحج في الجاهلية، فكانوا يذهبون إليه قبل منى.
قال الأزرقي: وكانوا يرون أن أفجر الفجور العمرة في أشهر الحج، تقول قريش وغيرها من العرب: لا تحضروا سوق عكاظ ومجنة وذي المجاز إلا محرمين بالحج.
فتبين من ذلك أن (عكاظ) موسم من مواسم الحج عند العرب في جاهليتها يسبق الوقوف بعرفة، ولأجل هذا التجمع الكبير لهؤلاء الحجاج استغل سوقاً أدبياً وتجارياً.

## مظاهر السوق
على الرغم من أن البضائع الأدبية هي مصدر شهرة سوق عكاظ، إلا أن البضائع المادية احتلت مكانة مقاربة في السوق، حيث تضمن السوق البضائع المادية كالتّمر والسمن والعسل، والخمر والملابس والإبل. وكان الشعراء يأتون بقصائدهم لتعرض على محكمين من كبار الشعراء، معظمهم أو كلهم من قبيلة بني تميم. كما كان السوق بؤرة للمفاخرة والمنافرة بين الناس، وربما قامت حروب بسبب منافرة قيلت في السوق مثل حرب الفجار. وكان الآباء يعرضون بناتهن للزواج أمام زوار السوق. وكانت الخطابة من البضائع الأدبية في السوق حيث حضر السوق خطباء فِصاح كقس بن ساعدة الإيادي. وقد دخله النبي محمد صلى الله عليه و سلم لتبليغ دعوته إلى الإسلام وليعرضها على القبائل العربية فيجيبوه.

## نهاية سوق عكاظ
يوجد رأيان في مسألة نهاية سوق عكاظ واندثاره مع الوقت:
- الأول: كما ورد على لسان من أرخوا وكتبوا عن السوق بأنه اندثر بمجيء الإسلام وانتشاره في الجزيرة العربية:[25]

ومعنى البيت أن الناس كانوا يجتمعون في عكاظ فلما جاء الإسلام هدم ذلك.
- الثاني: أن الأسواق الثلاثة المشهور بعكاظ ومجنة وذي المجاز أيام الجاهلية والتي استمرت في صدر الإسلام، بقيت كذلك حتى خرج الحرورية الذين قاموا بتخريبها. حيث أن عكاظ تركت عام 129م عند خرج الحرورية في مكة مع المختار بن عوف الأزدي، فخاف الناس من التعرض للنهب والسلب والفتنة فتركوا السوق من وقتها، أما سوق مجنة وذي المجاز فتركوا بعدها بفترة واستغنى الناس عن هذه الأسواق بأسواق مكة وعرفة ومنى.[25]

ويعود تاريخ عكاظ إلى عام 501 للميلاد، وكان السوق في أوج نشاطة في الفترة السابقة لظهور الإسلام، واستمر في عهد النبوة وصدر الإسلام أيام الراشدين وزمن بني أمية حتى سنة 129هـ، حيث ثار الخوارج ونهبوه، وهناك عدة عوامل أضعفت الحاجة إلي السوق مما أدى إلى نهايته ومنها: توسع الفتوحات الإسلامية، وانتقال مراكز الحضارة من الحجاز إلى دمشق وبغداد، إضافة إلى أن الحياة الجديدة التي أنبثقت في الشام والعراق ومصر جذبت الناس إليها مما أضعف حاجتهم إلى السوق وانعكس ذلك على دوره التجاري خاصة مما أدى إلى استغناءهم عنه.

## أسباب اندثاره في الإسلام
- كان سوق عكاظ عيداً من أعياد الجاهلية وكان الإسلام يمنع مآثر الجاهلية.

روي عن ثابت بن الضحاك أن رسول اللّه ﷺ قال: 
| سوق عكاظ | نذر رجلٌ على عهْد رسول الله - صلَّى الله عليْه وسلَّم - أن ينحر إبلًا ببوانة فأتى النبيَّ - صلَّى الله عليْه وسلَّم - فقال: إني نذرتُ أن أنحر إبلًا ببوانة، فقال النَّبيُّ - صلَّى الله عليْه وسلَّم - ((هل كان فيها وثنٌ من أوْثان الجاهليَّة يُعبد؟)) قالوا: لا، قال: ((فهل كان فيها عيدٌ من أعيادهم؟)) قالوا: لا، قال: ((فأوْفِ بنذرِك، فإنَّه لا وفاء لنذرٍ في معصية الله، ولا فيما لا يملك ابن آدم))، صحيح | سوق عكاظ |

- اعتمد الإسلام الشهور القمرية، والعرب اتبعوا الإسلام في ذلك، وكان يتخذون مواعيد ثابتة من السنة في فصل معين من الفصول الأربعة لإقامة سوق عكاظ وذلك حسب المحاصيل التي تنتجها الأرض مما يسهل عليهم التجارة ووفاء الديون ومصالح الحياة. ونتيجة اعتماد الشهور القمرية أصبحت الشهور تدور مع الفصول الأربعة.[29]

## إحياء سوق عكاظ
كانت بداية الاهتمام بإحياء السوق في العهد السعودي حينما دعى الملك فيصل إلى تكوين لجان من الجغرافيين والأدباء والمؤرخين لتحديد موقع السوق واكتشاف آثاره الباقية، وجدد رئيس رعاية الشباب سابقًا الأمير فيصل بن فهد الدعوة إحيائه، وبعد مرور حوالي 1300 سنة وفي عام 1428هـ أصبح سوق عكاظ في الوقت الحالي معلمًا تاريخيًا وسياحيًا له أهميته في المنطقة، وملتقى للشعر والفن والأدب، ومقصدًا للمثقفين والأدباء، ويقدم السوق لمرتادية الندوات الأدبية والفنية للتعريف بالسوق ومكانته لدى العرب قديمًا.إضافة لحفظه ديوان العرب من عيون الشعر ومعلقاته، ويقدم في كل مهرجان تعريفًا بأحد شعراء المعلقات لتعيد إلى أذهان الناس مكانة الشعر والأدب عند العرب قديمًا، وتأكيدًا لإتصال التراث بالحاضر.
في عام 2019، حرص السوق على استضافة 11 بلداً عربيا من خلال منصة حي العرب تشارك بموروثها الثقافي والاجتماعي، الذي يضم أجنحة، الإمارات، والبحرين، والكويت، وسلطنة عمان، وجمهورية مصر العربية، والمملكة الأردنية الهاشمية، ولبنان، وتونس، والمملكة المغربية، إضافة إلى مشاركة المملكة العربية السعودية بأكبر الأجنحة مساحة تصل إلى 6 آلاف متراً مربعاً. يضم حي العرب منصة للعروض المباشرة ومتاحف ومعرضاً للفنون التشكيلية والفوتوغرافية ومكتبة وساحة ثقافية مفتوحة وقاعات ورش عمل، ومجموعة كبيرة من المحال التجارية والمطاعم والمقاهي الأدبية.
وينقل حي العرب زوار السوق إلى عواصم الدول العربية المشاركة وما تحمله من إرث حضاري. وفي ذات العام، كان هناك ندوات عن فيلسوف الشعراء أبو العلاء المعري، والرواية العربية الجديدة، والتحول والمضمون، وطاهر زمخشري الشاعر والإنسان، وريادة الأعمال واقع وتحديات، والقيم الإعلامية في العصر الجديد، واللغة العربية في آسيا الوسطى، والنص الرقمي وسؤال المرحلة، والدراما السعودية تجارب وشهادات، واقتصاديات الفنون، ليكون سوق عكاظ للعام الثالث عشر على التوالي منبراً إعلامياً ومقصداً للمثقفين والعرب.
ويخوض الشعراء العرب في كل نسخه من عمر السوق منافسة تحت مسمى جائزة شاعر عكاظ الدولية للشعر العربي الفصيح، وحتى العام الجاري، حيث شارك أكثر من 141 شاعراً وشاعرة، ضمن موسم الطائف لعام 1440هـ، والتي يزيد مجموع جوائزها على مليوني ريال.

## مؤلفات عنه
- ديوان عكاظ، حماد السالمي، نادي الطائف الأدبي، 1428هـ/2007م.
- سوق عكاظ: من ذاكرة التاريخ إلى بهجة الحياة، هند باغفار، جدة، 1428هـ/2007م.
- عكاظ الرمز والتاريخ، مناحي ضاوي القثامي، نادي الطائف الأدبي، 1428هـ/2007م.
- عكاظ وحي الإبداع وتجليات الوعي، عالي سرحان القرشي، عاطف بهجات، نادي الطائف الأدبي، 1428هـ/2007م.
- سوق عكاظ في التاريخ، محمد أحمد العقيلي، نادي أبها الأدبي، 1984م.
- سوق عكاظ في التاريخ والأدب، إعداد: لجنة الآثار التاريخية بنادي الطائف الأدبي، 1975م.
- موقع عكاظ، تحقيق: عبد الوهاب عزام، دار المعارف، القاهرة، 1950م.
- سوق عكاظ، جمع: محمد موسم المفرجي، مطابع مؤسسة المدينة للصحافة، جدة، الطبعة الأولى، 1417هـ/1996م.
- سوق عكاظ في الجاهلية والإسلام: تاريخه ونشاطاته وموقعه، ناصر بن سعد الرشيد، دار الأنصار، القاهرة، الطبعة الأولى، 1997م.
- قاموس الأدب والأدباء في المملكة العربية السعودية، الجزء (2)، دارة الملك عبد العزيز، الرياض، 1435هـ.